# 慕容麟
慕容麟（4世纪—398年），《魏書》中名作賀驎，昌黎郡棘城县（今辽宁省锦州市义县）人。十六國時期後燕宗室，燕成武帝慕容垂之子，爱妾所生。惠愍帝慕容寶庶出兄弟。慕容麟本不為父親喜愛，在父兄在前燕遭禍逃難時更兩度背叛他們，甚至令嫡兄慕容令被殺。但在其父建立後燕期間多有建功，獲封趙王，官至衞大將軍、尚書左僕射。但在北魏侵略後燕時又屢有異圖，更一度稱燕帝，然而終因不敵北魏軍隊而投奔叔父慕容德，並隨其建立南燕，但旋即因為謀反而被賜死。

## 生平

### 背叛父兄
父親慕容垂本為前燕吳王，建熙十年（369年）時因遭到主政的慕容評及可足渾太后逼害而以出獵為名率眾打算逃奔燕故都龍城（今遼寧省朝陽市），但慕容麟因一向不被父親喜愛，在一行人走到邯鄲（今河北省邯鄲市）時走回首都鄴城（今河北臨漳縣西）通風報信。慕容垂部眾聞知圖謀敗露大多叛離，而燕帝慕容暐也派了西平公慕容強領精銳騎兵追擊，只因慕容垂長子慕容令親自斷後逼退了慕容強追兵。然而慕容麟此舉令慕容垂被逼改變行程，潛行至洛陽（今南省洛陽市）後西投前秦。慕容垂入秦後得前秦天王苻堅賞識，獲封侯賜官，惟秦丞相王猛認定慕容垂將來必成禍患，力主殺掉他，故雖然苻堅拒絕加害，但王猛還是藉翌年（370年）出兵進攻前燕的機會將慕容令選為自己參軍，並藉通信不便的情形派人以餞行時慕容垂送給自己的配刀詐稱是慕容垂約定與慕容令叛秦的信物。慕容令堕進圈套東歸，而根本無叛還行為的慕容垂就因而被王猛指控謀反，只是苻堅再度維護慕容垂，待之如初。相反逃還前燕的慕容令遭燕人猜忌是前秦奸細，被流放到龍城東北五百里處的沙城處。慕容令擔心自己還是避不過太后和慕容評的逼害，當年五月便和在沙城結交的流放士兵們起兵攻下威德城，並得附近諸戍響應。時慕容令打算乘勢襲取龍城，慕容麟此時卻將兄長的圖謀向龍城守將勃海王慕容亮告發，慕容令遂敗於閉門拒守的慕容亮，並遭涉圭殺害。同年十一月，前燕為前秦所滅，慕容垂跟隨苻堅進入鄴城，他痛恨慕容麟兩度背叛父兄，遂將慕容麟生母殺死，但卻不捨得殺慕容麟，只是和他保持拒離，很少和他見面。

### 助父復國
前秦建元十九年（383年），苻堅於淝水之戰戰敗後慕容垂成功求得讓其撫慰北方，其實就想趁機復國，期間就遇上苻堅命其討伐翟斌的機會。駐鎮鄴城的長樂公苻丕即對其有所懷疑，故意給他二千弱兵及一些差劣的兵器，更以苻飛龍領一千兵作副手監視他。慕容垂遂在河內募兵，並藉機殺掉苻飛龍，期間慕容麟多番獻計，令慕容垂對其改觀，待遇回復和其他兒子一樣了。次年（384）慕容垂承制稱燕王，以慕容麟為撫軍大將軍，其後在四月受派往信都（今河北衡水市冀州區）支援正在攻城的樂浪王慕容溫。五月，信都降燕，慕容麟轉攻常山（治今河北正定縣）；六月，常山守將苻亮及苻謨出降，慕容麟進攻中山（今河北定州市），並在七月攻下中山，俘獲苻鑒，聲威大振。
前秦幽州刺史王永及平州刺史苻沖率眾進攻燕軍，慕容垂派寧朔將軍平規擊敗他們，並進佔薊（今北京巿）南，王永遂向劉庫仁求援，劉庫人派了公孫希領三千騎增援，在薊南擊敗平規，並在唐城（今河北唐縣）和慕容麟相持不下。同時劉庫仁打算乘勢發兵為一直死守鄴城的苻丕解圍，但慕輿文以士兵不欲遠征，發起叛亂殺掉劉庫仁，公孫希聞訊就自潰。慕容麟在威脅解除後就轉向支援討伐丁零人的慕容農, 時慕容農的進攻逼得翟遼退守無極縣（今河北無極縣），慕容麟與慕容農聯兵進攻，大破翟遼，翟遼敗歸翟真。次年，慕容麟與慕容農聚於中山，進攻在中山附近盤據的丁零人，遂在承營大破翟真。

### 討平諸叛
因著攻鄴的戰事膠著，慕容麟一度駐鎮信都。不久苻丕棄守鄴城，慕容麟就自信都領兵清掃勃海郡、清河郡一帶的前秦殘餘力量，例如擊破勃海太守封懿和在博陵（今河北省蠡縣蠡吾鎮南）俘殺王兗及苻鑒。
建興元年（386年），燕王慕容垂正式稱帝，以慕容麟為衞大將軍，不久又封其為趙王。同年八月，慕容垂留太子慕容寶守國都中山，又以慕容麟為尚書右僕射、錄留臺。自率大軍向南略地，當時丁零殘部鮮于乞趁機出來抄掠，慕容麟就親自率軍討伐。時有將領認為此時皇帝正領兵遠出，若負重責的慕容麟出討不順利的話會重挫士氣，建議先派將領討伐。但慕容麟認為鮮于乞是看準皇帝遠征而出，肯定不會提防還會有兵力討伐，認為一戰就可解決他。慕容麟於是聲稱出兵魯口，但到夜晚就迴軍進攻鮮于乞，到清晨時剛好能直襲敵營，俘獲鮮于乞
同年，北魏發生內亂，拓跋窟咄和魏王拓跋珪爭位，窟咄獲得劉顯的支持，連拓跋珪身邊的代人都有密謀響應，拓跋珪只得北依賀蘭部並向後燕求援。慕容麟就受命領兵救拓跋珪，但慕容麟大軍還未及趕到拓跋窟咄就與賀染干等進攻拓跋珪，慕容麟得知後只好讓作為使者的安同趕快回去，讓拓跋珪守軍得知燕援軍快來的消息，稍為安定人心。
建興二年（387年），上谷人王敏殺太守封戢，代郡人許謙亦驅逐太守賈閏，皆據郡依附劉顯，慕容麟領兵討伐，殺王敏。及後劉顯掠奪劉衞辰向後燕進貢的馬匹，大怒的慕容垂派了太原王慕容楷及慕容麟進攻劉顯，劉顯兵敗逃到馬邑。此時拓跋珪又向慕容垂請兵討伐劉顯，慕容垂再派慕容麟領兵出援，在拓跋珪軍的引領下聯軍大破劉顯，劉顯逃至西燕，慕容麟就盡收其部眾及大量牲畜。建興三年（388年），慕容麟攻下代郡，許謙逃奔西燕。
建興五年（390年），慕容麟領軍和北魏王拓跋珪在意辛山會合，合力進攻賀蘭部、紇突隣及紇奚三部，大破三部，紇突隣及紇奚兩部都降魏。建興六年（391年），賀納弟賀染干謀殺賀納奪取賀蘭部，賀訥遂起兵攻打賀染干，拓跋珪將此事報告慕容垂，並且自請為嚮導請兵平定賀蘭部內亂。慕容麟於是獲派往進攻賀訥，賀染干則由蘭汗負責。六月甲辰日（7月20日），慕容麟在赤城擊敗並生擒賀納，更受降賀蘭部數萬落。慕容垂下令慕容麟將投降的部落交還賀蘭部，而帶賀染干至中山作人質。慕容麟回中山後向慕容垂說：「以臣觀察拓跋珪的行為，他終會成為國家的禍患，不如將他抓到朝內，命令他弟弟監國。」但慕容垂沒有聽從。

### 參合之敗
同年七月，北魏因後燕強留出使的秦王拓跋觚以求名馬而與北魏絕交，轉而與同為慕容鮮卑建立的西燕交好，更屢次侵擾後燕。建興十年（395年），慕容垂在上一年滅西燕後便派太子慕容寶、遼西王慕容農及慕容麟等率軍八萬攻魏，並以范陽王慕容德、陳留王慕容紹等率一萬八千騎兵為後援。魏軍截獲消息後，於七月先將主力部隊後撤，另一方面燕軍前進至五原（今內蒙古包頭市），收割當地農作物，再進軍到黃河岸邊造船準備渡河。九月，兩軍在五原一帶的黃河隔岸對峙。出兵時慕容垂就已患病，而拓跋珪更派人在燕軍後截斷中山與前線間的使者通訊，更強逼被截使者向慕容寶謊稱慕容垂已死，成功動搖人心。不久，慕容麟將慕輿嵩等人相信慕容垂真的已死，就想發動兵變奉慕容麟為主，雖然他們旋即因圖謀敗露而被誅殺，但慕容寶和慕容麟之間己有嫌隙。十月，慕容寶燒掉原本用作渡河擊魏的船，退兵回中山。不過十一月時黃河河面就因暴風而提早結冰，拓跋珪遂派兩萬多精銳騎兵追擊。慕容寶以為未到冬天魏軍就不可能渡河追擊，根本沒有派斥候提防追兵，但走到參合陂時到有大風吹來，隨軍的僧人支曇猛就認為這些大風是魏軍將至的徵兆，建議慕容寶派兵防備後方，但慕容寶自信預計沒錯，笑而不應；支曇猛一直堅持，慕容麟還故意討好慕容寶說：「以殿下神武，兵力的強盛，足夠在沙漠橫行的了，索虜怎敢追來！支曇猛胡說八道擾動眾人，應該處斬他！」但支曇猛一直哭求，更舉出前秦在淝水輕敵致敗的覆轍。慕容寶終在慕容德勸說下被說服，派慕容麟領三萬人殿後。但慕容麟根本無心防備，只顧著遊獵。晝夜兼程的魏軍趕至參合坡，與燕軍分處參合坡的西及東邊，但燕軍仍未察覺。翌日一早，魏軍登頂望燕軍，下方燕軍得悉魏軍來襲大驚，魏軍甫進攻就向河中潰退，上萬人因踐踏或遇溺而死，至被魏軍抄截退路後更束手就擒，大軍中除少數官員獲選入魏外皆遭拓跋珪下令坑殺。慕容寶等則單騎逃返中山。

### 乘亂稱帝
建興十一年（396年），慕容垂在對北魏復仇戰爭中去世，慕容寶以太子繼位，慕容麟獲任命為尚書左僕射。同年八月，北魏大舉攻燕，并州牧遼西王慕容農抵禦失敗逃奔中山，并州失守後朝臣討論後續應對方略，中山尹苻謨及尚書封懿都認為應該阻關據險防禦在平原地帶佔優的北魏騎兵，封懿更直指眭邃主張讓人民聚糧結堡，堅壁清野的策略不足以禦敵，只是將物資聚起來讓北魏攻破取用，更是示弱，動搖眾心。但慕容麟就主張避北魏鋒芒，營修城垣作守城戰，以逸待勞作反擊。慕容寶聽信慕容麟，甚至讓他主掌軍事。北魏在攻下常山郡後，後燕在中原地帶的郡縣大部分都望風歸降，僅餘信都、中山和鄴三城仍歸後燕所控，拓跋珪遂派兵分別圍攻三城，自領軍隊南走接收其餘後燕領土。
永康二年（397年）正月，拓跋珪回軍親征信都，信都守將慕容鳳被逼棄城出逃，信都遂告失守。而慕容寶此時趁魏主攻信都出屯深澤，並派慕容麟攻楊城（今河北省順平縣境），殺了三百守兵。那時因為魏有內亂，拓跋珪打算先和後燕停戰以解決事件，但慕容寶認為是反敗為勝的機會，拒絕之餘更糾集大軍對北魏作出反擊，卻於二月在柏肆（今河北省曲陽縣）中慘敗給北魏，錄得大量物資及士兵的損失，慕容寶亦只能撤回首都中山死守。沒多久，尚書郎慕輿皓就意圖發動兵變殺掉慕容寶、改立慕容麟，只因被妻兄告發而被逼帶著數十人逃奔北魏，慕容麟事後並不心安。慕容寶退回中山後城中將士其實仍很有戰意，欲與圍城魏軍決戰，慕容隆以此勸說慕容寶派將士出戰拒敵。原本慕容寶也同意，但慕容麟每每都說服慕容寶收回成命，慕容隆先後四度讓士兵列陣預備出戰都無法成行。三月，慕容寶原本答應送還拓跋觚及割地作為停戰條件，更得拓跋珪答允，但不久慕容寶又反悔，遂令拓跋珪回軍又命諸將圍攻中山。慕容隆此時再度請得慕容寶讓他率領城中將士出城決戰，披甲上馬帶著部眾在城門待命，可是慕容麟此時再度勸止慕容寶，弄得將士憤恨不已。但當晚，慕容麟就以武力脅逼統領禁軍的北地王慕容精，想讓他以禁軍謀殺慕容寶，但遭慕容精拒絕，慕容麟於是殺慕容精，逃出中山，依附丁零遺眾。不久，慕容寶等因怕慕容麟奪取了故都龍城, 乘夜率領部下撤出中山，出奔龍城。中山城於是大亂，但外圍的北魏軍卻沒有立即進城，城內人們就立了開封公慕容詳為主，閉門繼續抵抗魏軍，魏軍連日強攻皆不果。而慕容寶出奔時部眾和逃亡的慕容麟部遇上，慕容麟恐懼之下帶著部眾逃到蒲陰（今河北省順平縣），及後再移屯望都（今河北省望都縣）, 獲當地人補給支援。慕容詳其時派兵進攻望都，俘其妻兒，逼令慕容麟逃到山中。五月，拓跋珪見中山無法立即攻下，命令軍隊撤圍南走以待時機。慕容詳自以擊退魏軍，遂即皇帝位，改元建始。但由於慕容詳嗜酒好殺，不恤士民，中山城民遂打算迎慕容麟為主。七月，慕容麟看準慕容詳派張驤到常山取食的機會潛入張驤部隊並成功入城，在城內發動兵變殺掉慕容詳，亦稱帝，改元延平。慕容麟即位後廢除慕容詳禁止民眾採收野稻作食物的命令，遂令人民得以取食飽餐。接著民眾就請求進攻魏軍，但慕容麟不許, 於是鄰近野稻收盡後民眾又開始飢餓了。此時拓跋珪派長孫肥領兵攻中山，慕容麟領軍至派水被擊敗，退守中山。九月，中山爆發嚴重飢荒，慕容麟帶著二萬人出據新市（今河北省正定縣新城鋪鎮），拓跋珪遂親率軍隊攻中山。十月，慕容麟退守派水，不久在義台遭拓跋珪擊敗，死了九千多人，慕容麟自去年號，帶著數十騎救走妻兒後往鄴城投靠范陽王慕容德。

### 謀亂遭戮
慕容麟到鄴後不復稱帝，恢復自己本身趙王爵位，並建議慕容德棄守鄴城而轉據滑台（今河南省滑縣）。由於守滑台的魯陽王慕容和先前都勸慕容德前來，慕容德於是在永興三年（398年）領著四萬戶離開鄴城，驚險逃過魏兵追擊成功渡過黃海後到了滑台。慕容麟建議慕容德稱帝，但慕容德就仿傚兄長慕容垂先稱燕王，建立南燕。慕容德以慕容麟為司空、領尚書令，但慕容麟此時卻又想作亂，事情被慕容德發現，遂被賜死。

## 家庭
- 兒子慕容根，后燕散骑常侍，后向北魏投降。[29]
- 孙慕容带，北魏使持节、平西将军、秦益二州刺史、沛郡公
- 曾孙女元鬱妻慕容氏。